# Caryodaphnopsis henryi
Caryodaphnopsis henryi är en lagerväxtart som beskrevs av Airy Shaw. Caryodaphnopsis henryi ingår i släktet Caryodaphnopsis och familjen lagerväxter. Inga underarter finns listade i Catalogue of Life.